# Ralf Brachmann

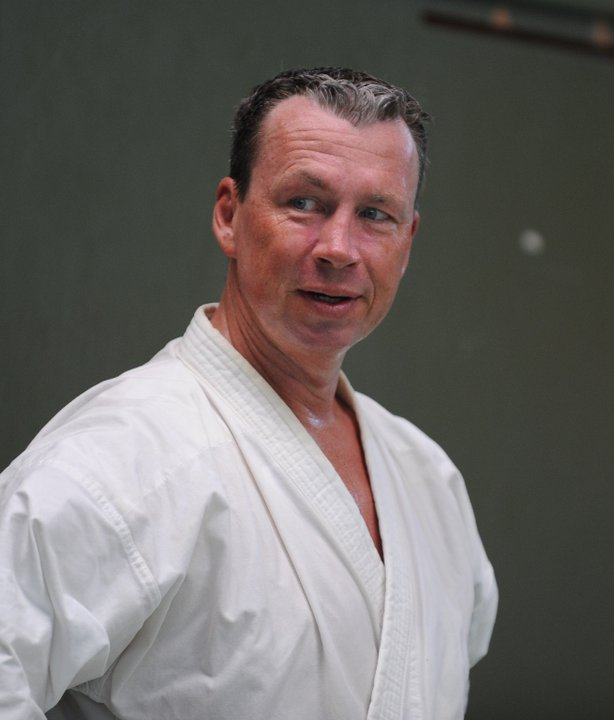
Brachmann bei einem Lehrgang 2011

Ralf Brachmann (* 27. Juni 1962 in Ludwigshafen am Rhein) ist ein deutscher Budōka der Stilrichtung Karate. Er war mehrfacher Deutscher Meister im Shōtōkan Karate, Vizeweltmeister und zweifacher Drittplatzierter bei Weltmeisterschaften. Er ist Mitbegründer und Förderer der Stilrichtung Koshinkan. 

Von November 2022 bis Anfang 2024 war er als Schatzmeister Mitglied im Präsidium des Deutschen Karate Verbandes.

## Karriere
Brachmann begann 1977 mit Karate und bestritt seit 1980 Wettkämpfe, er war von 1981 bis 1991 im Nationalkader des Deutschen Karate Verbandes (DKV). Von 1993 bis 2003 war er Leistungssportreferent des DKV sowie von 1988 bis 1996 Landestrainer in Hessen. Brachmann war bekannt für seine spektakulären Kämpfe. Er überrascht seine Gegner immer wieder mit seiner Spezialtechnik Ushiro-Ura-Mawashi-Geri. Er  errang zahlreiche nationale und internationale Titel in der Schwergewichtskategorie (Herren +80 kg):
- 1982/83 Deutsche Meisterschaft: 1. Platz (Mannschaft)[3]

- 1986 Shotokan Cup: 1. Platz[3]

- 1988/89 Deutsche Meisterschaft 2. Platz[4]

- 1989  World Games: 2. Platz (Karlsruhe)[1][5]

- 1989 Weltmeisterschaft: 3. Platz (Budapest)[5]

- 1990: Deutscher Meister[4]

- 1990 Weltmeisterschaft: 3. Platz (Mexiko-Stadt)[5]

- 1991 Europameisterschaft: 3. Platz (Hannover)[3]

- 1992 Weltmeisterschaft: 5. Platz Mannschaft (Granada)[3]

Seit seinem Rücktritt aus der Nationalmannschaft 1994 widmet sich Brachmann in zahlreichen Lehrgängen der Nachwuchsförderung. Der ehemalige deutsche Meister Thorsten Steiner bezeichnet ihn unter anderem als einen seiner Lehrmeister.
Anfang 2000 gründete Hans Wecks 8. Dan mit Rudi Witte 7. Dan, Ralf Brachmann 5. Dan, Ralf Behnken 5. Dan, Bernd Kuhlmann 5. Dan und Jörg Kerschek die Stilrichtung Koshinkan, bei der die traditionelle Form des Shōtōkan mit zeitgemäßen Elementen wie Selbstverteidigung verbunden wird. Koshinkan ist mittlerweile vom DKV als eigene Stilrichtung anerkannt und zählt 67 praktizierende Vereine. Im Jahre 2016 wurde Ralf Brachmann in Anerkennung seiner Verdienste der 6. Dan verliehen.
Brachmann betreibt heute drei Sport- und Fitnesscenter in Hessen, er ist verheiratet und lebt in der Nähe von Frankfurt. Nach diversen Hüftoperationen hat er inzwischen ein künstliches Hüftgelenk.
Momentan ist eine neue Sportanlage mit Fitnesscenter, verschiedenen Wellnessbereichen und Physiotherapiepraxen im Bau, die das alte Idsteiner Sportcenter ersetzen wird. Die Fertigstellung erfolgte im Juli 2018, die Eröffnung im August 2018.

## Interviews und Porträts
- Kurzporträt:  Deutscher Karateverband (Hrsg.): Karatemagazin. Nr. 6/90, Makossa Druck- und Marketing GmbH, Gelsenkirchen November/Dezember 1990, S. 9. ( Online (PDF; 4,3 MB), abgerufen am 11. Mai 2012)
- Titelbild:  Deutscher Karateverband (Hrsg.): Karatemagazin. Nr. 1/93, Makossa Druck- und Marketing GmbH, Gelsenkirchen Januar/Februar 1993, S. 4–9. ( Online (PDF; 5,3 MB), abgerufen am 11. Mai 2012)
- Porträt & Poster:  Deutscher Karateverband (Hrsg.): Karatemagazin. Nr. 1/94, Makossa Druck- und Marketing GmbH, Gelsenkirchen Januar/Februar 1994, S. 20–21. (Online (PDF; 5,0 MB), abgerufen am 11. Mai 2012)
- Europäische Meisterschaft:  Deutscher Karateverband (Hrsg.): Karatemagazin. Nr. 6/94, Makossa Druck- und Marketing GmbH, Gelsenkirchen November/Dezember 1994, S. 3–6 (Online (PDF; 4,7 MB), abgerufen am 11. Mai 2012)